# NC-IUBMB
O NC-IUBMB (Nomenclature Committee of the International Union of Biochemistry and Molecular Biology) é o nome original do Comitê de Nomenclatura da União Internacional de Bioquímica e Biologia Molecular.
O referido comitê determina as regras utilizadas na denominação dos vários compostos bioquímicos e enzimas.